# Zergün Korutürk
Zergün Korutürk (* 1948 in Ankara) ist eine türkische Diplomatin.
Die Schwiegertochter des ehemaligen türkischen Staatspräsidenten Fahri Korutürk arbeitete ab 1969 für Millî İstihbarat Teşkilâtı, den türkischen Inlandsnachrichtendienst. 1977 trat sie in das türkische Außenministerium ein, an dem sie verschiedene Positionen innehatte. Ihre Diplomatenkarriere begann sie an der türkischen Botschaft in Lissabon, wo sie von 2002 bis 2007 Botschafterin war. 2009 wurde sie Botschafterin ihres Landes in Schweden.
Nachdem der schwedische Reichstag am 11. März 2010 den Massenmord an den Armeniern, den Aramäern, den Pontos-Griechen und anderen christlichen Minoritäten im Osmanischen Reich als Völkermord eingestuft hatte, wurde Korotürk von der türkischen Regierung als Botschafterin aus Stockholm abberufen. Sie erklärte, dass der Reichstagsbeschluss „einen großen Schatten“ auf die türkisch-schwedischen Beziehungen geworfen habe.
Zergün Korutürk ist mit dem Diplomaten Hüseyin Selâh Korutürk verheiratet. Aus der Ehe gingen zwei Kinder hervor.